# Gottfried von Neureuther

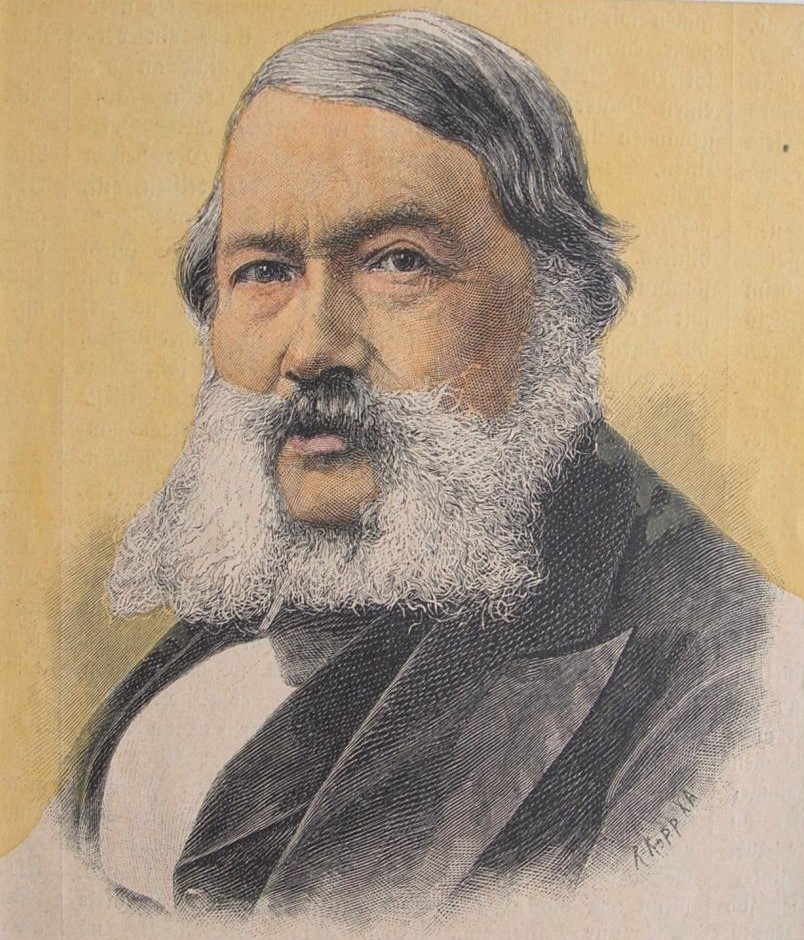
Gottfried von Neureuther

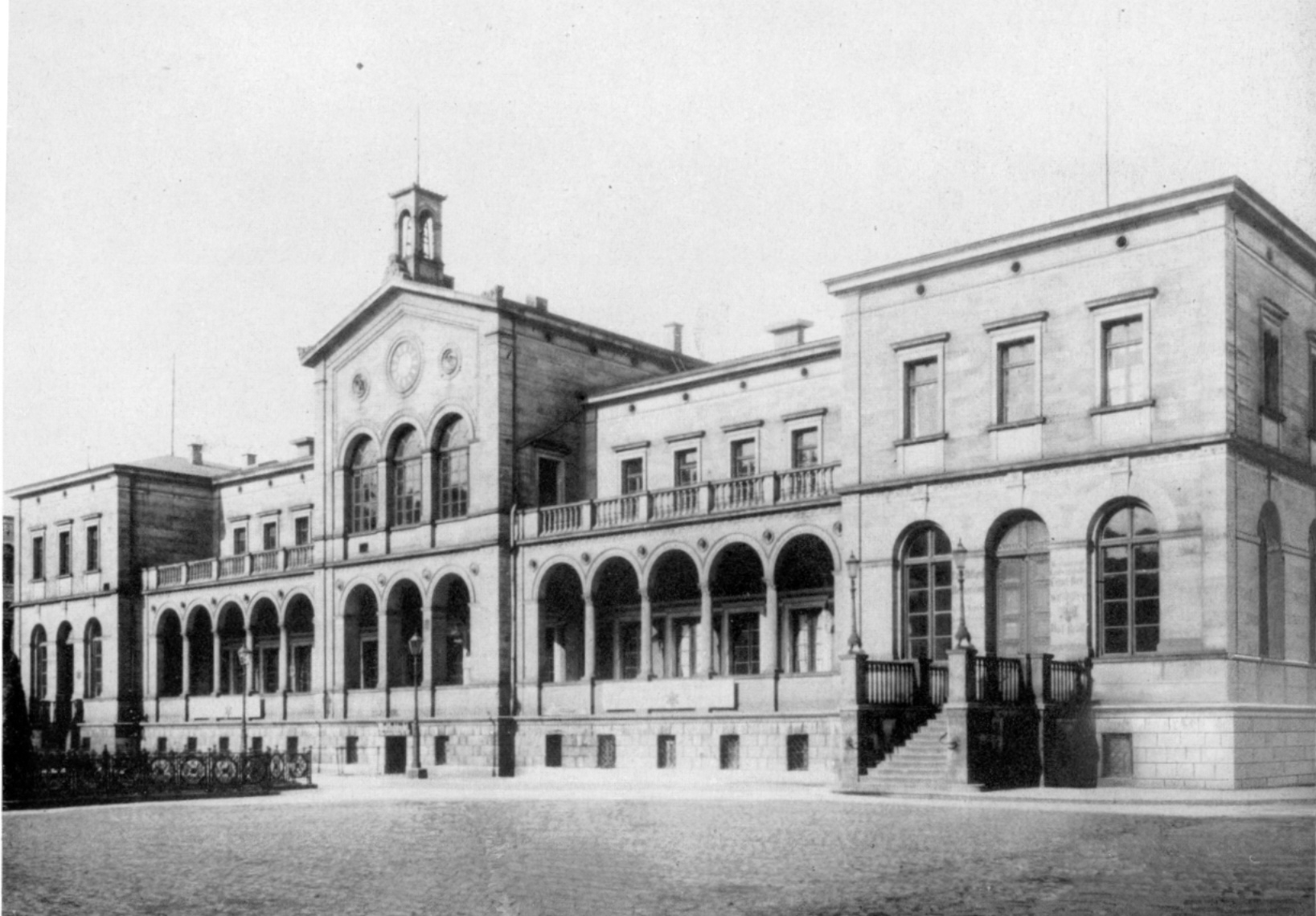
Ludwigsbahnhof Würzburg, 1851–56 (Bild von ca. 1854)

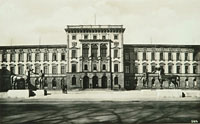
Hauptgebäude der Polytechnischen Schule München, 1864–68 (Bild von 1909)

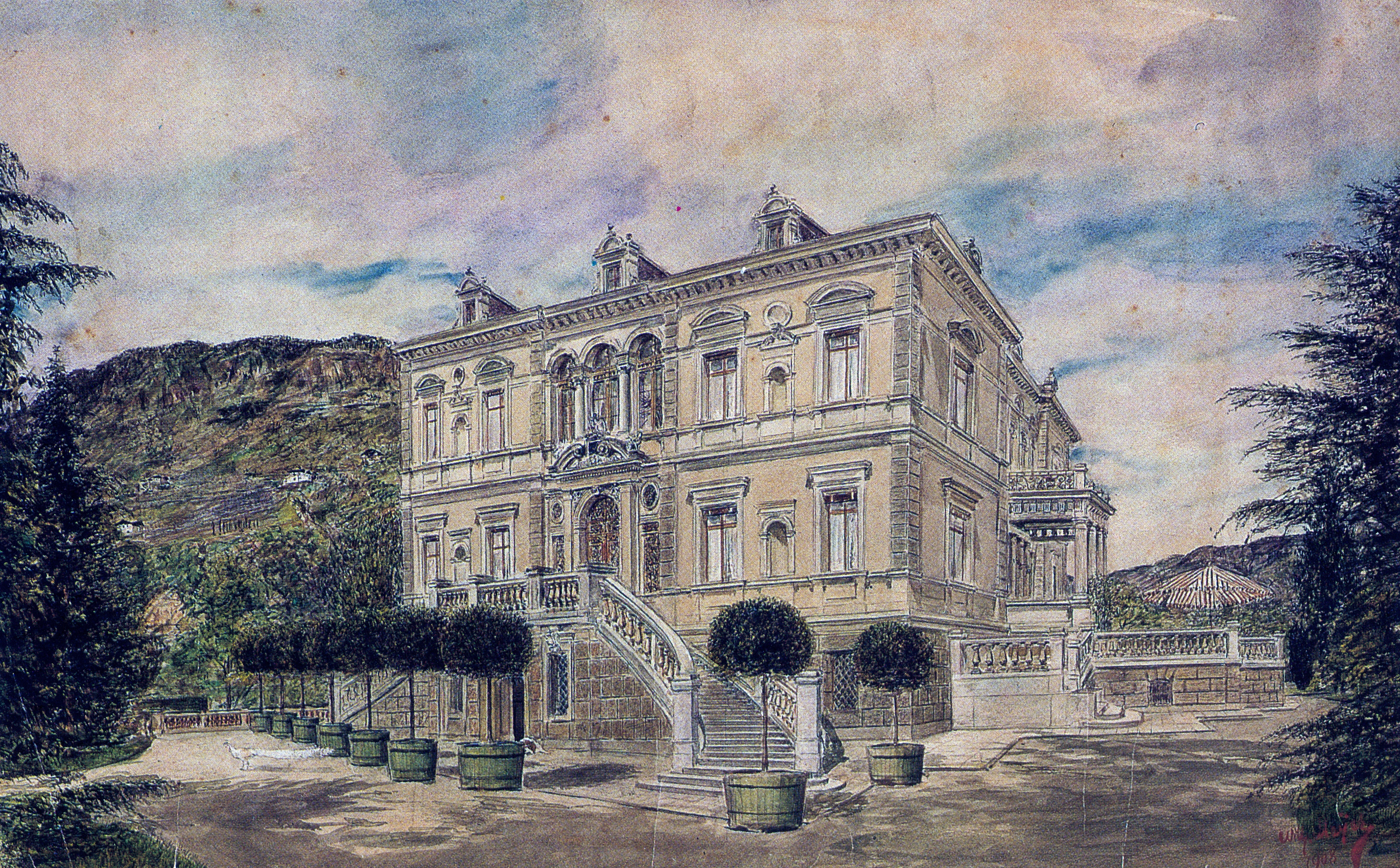
Villa Wendlandt, 1872–75 (Aquarell aus dem Jahr 1908)

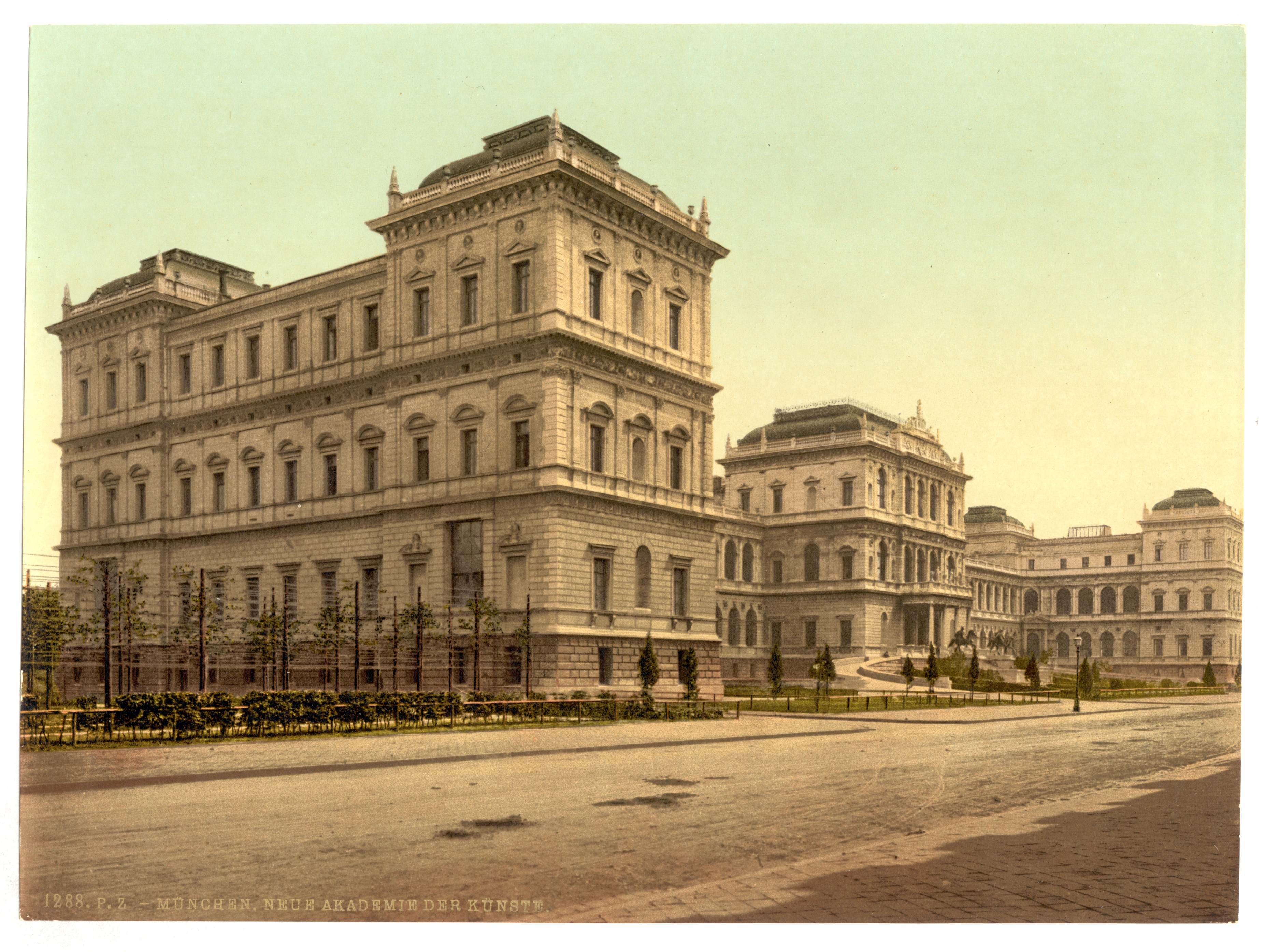
Kunstakademie München, 1874–84 (Bild von ca. 1890–1905)

Gottfried Neureuther, seit  1875 Ritter von Neureuther (* 22. Januar 1811 in Mannheim; † 12. April 1887 in München) war ein deutscher Architekt und Hochschullehrer.

## Leben und Wirken
Gottfried Neureuther, als Sohn des Malers Ludwig Neureuther (1774–1832) mit seinem Bruder, dem Maler Eugen Napoleon Neureuther (1806–1882), in Bamberg aufgewachsen, war von 1830 bis 1831 Schüler von Friedrich Gärtner an der Münchner Kunstakademie. Ab 1833 arbeitete er in der Bauverwaltung des Königreichs Bayern, zunächst bei der Bauinspektion Würzburg und ab 1835 bei der Bauinspektion Reichenhall. Von 1838 bis 1841 wirkte Neureuther als Baukondukteur in Nürnberg, von 1842 bis 1844 als Sektionsingenieur der Ludwig-Süd-Nord-Bahn, dann als zweiter Architekt bei der Eisenbahnbau-Kommission in Nürnberg.
1845 wurde Neureuther nach München versetzt, 1857 erfolgte seine Ernennung zum Professor für Civilbaukunde am Polytechnikum München. Ab 1858 war er als Baurat des Referats für Landbau bei der Obersten Baubehörde tätig, schließlich wurde er 1868 als Professor für Civilbaukunde an das Polytechnikum berufen, wo er bis 1882 wirkte. Er war insbesondere ein Vertreter der Neorenaissance.
Sein Grab befindet sich an der Ostmauer des Alten Nordfriedhofs in München.

## Bauten (Auswahl)
- 1845: Bahnhöfe der Bahnstrecke Lichtenfels–Hof
- 1848: Bahnhöfe der Bahnstrecke Würzburg–Aschaffenburg und im Streckenabschnitt Aschaffenburg–Kahl am Main
- 1850: Bahnhof Haßfurt
- 1851–1856: Bahnhof Würzburg
- 1855:  Bahnhof Veitshöchheim[3]
- 1852–1856: Bahnhof Schweinfurt Stadt
- 1863–1865: Riedingerhaus in Augsburg
- 1864–1868: Neubau der Polytechnischen Schule München[4]
- 1872–1874: Eisenbahndirektionsgebäude in Ludwigshafen am Rhein
- 1872–1874: Villa für Paul Heyse in München
- 1872–1875: Villa Wendlandt in Bozen, Südtirol
- 1873–1874: Haus Schloßstraße 1 in Bad Kissingen
- 1874–1884: Kunstakademie München

## Ehrungen
1869 erhielt er das Ritterkreuz 1. Klasse des Verdienstordens vom Hl. Michael, 1874 den Bayerischen Maximiliansorden für Wissenschaft und Kunst. 1875 wurde er mit dem Ritterkreuz des Verdienstordens der Bayerischen Krone ausgezeichnet und damit in den persönlichen Ritterstand erhoben. Er war Mitglied der Akademien der Künste in München (1868), Wien (1870) und Berlin (1874), des Royal Institute of British Architects (1877) und der Académie royale de Belgique (1885). Nach ihm wurde 1887 in der Münchner Maxvorstadt die Neureutherstraße benannt.